# La medicina
La medicina es el segundo álbum de estudio del grupo chileno de funk Los Tetas. Lanzado al mercado en el año 1997, el disco apostó por un giro mucho más drástico hacia el funk y la música negra que su predecesor, Mama funk, el cual era de un corte mucho más roquero y experimental. Los sonoridad se amplía con respecto a la de su primer disco, pues se integran muchos más bronces permitiendo así, que lo melódico del disco aporte a transportarnos hacia un estilo mucho más clásico, que se asemeja a los ritmos setenteros de James Brown y George Clinton.
Pese a que no lograron alcanzar la masividad que obtuvieron con su primer trabajo, el álbum recibió buenos comentarios por parte de la crítica. Algunas de sus canciones lograron gran éxito, donde se destacó La Calma y La Medicina. Pero quizá la canción que definió al disco y al grupo en general fue “Papi ¿Dónde está el funk?”, que pese a no contar con un videoclip se transformó en una de las preferidas por los fans.

## Lista de canciones
| La Medicina |                               |          |  |
| N.º         | Título                        | Duración |  |
| 1.          | «Planeta»                     | 6:53     |  |
| 2.          | «Porcel»                      | 4:19     |  |
| 3.          | «El chavo»                    | 3:58     |  |
| 4.          | «Vida funk»                   | 4:54     |  |
| 5.          | «La calma»                    | 3:29     |  |
| 6.          | «La eternidad»                | 5:25     |  |
| 7.          | «Primavera»                   | 5:43     |  |
| 8.          | «El elemento»                 | 3:33     |  |
| 9.          | «Contra viento y marea»       | 5:43     |  |
| 10.         | «Papi... Dónde está el funk?» | 5:52     |  |
| 11.         | «Santiago»                    | 5:48     |  |
| 12.         | «Bola Disco»                  | 3:24     |  |
| 13.         | «Colón»                       | 5:22     |  |
| 14.         | «James Brown»                 | 4:09     |  |
| 15.         | «La medicina»                 | 4:00     |  |

## Créditos

### Músicos
- Cristian 
Moraga: Voz, Guitarra, teclados
- David Eidelstein: Bajo, Voz
- Francisco "Pepino" González: Batería
- Tea Time: Scratch, Voz, Rapeo